# Grad IJsselstein
Grad IJsselstein se nahaja v središču istoimenskega mesta IJsselstein v provinci Utrecht. V listinah se grad prvič omenja že leta 1144. 
Najbolj znani prebivalci gradu so bili potomci plemiške družine gospodov Amstelskih. Leta 1267 je imel Armoud Amstelski visoko jurisdikcijo baronije IJsselstein. Njegov sin Gijsbreht se leta 1279 omenja kot gospodar IJsselsteina. Gijsbrehtu je morda grad podelil Floris V.
Gijsbrecht se je odpovedal dejanjem svojega strica Gijsbrehta IV., ki je pomagal ubiti Florisa V. Ko Gijsbrecht leta 1297 ni hotel dati gradu IJsselstein na razpolago grofu, so ga zaprli. Njegova žena Berta Heukelomska je branila grad pred holandskim grofom. Tako je vzdržala eno letno obleganje. Od leta 1309 sta Gijsbreht in njegov sin Arnoud grad ponovno vzela v najem. Sin Arnoud je prevzel naziv baron.
Iz gradu so okoli leta 1300 ustanovili mesto IJsselstein in gospodje se od takrat imenujejo iz IJsselsteina. Gijsbreht IJsselsteinski je od utrechtskega škofa dobil dovoljenje za gradnjo župnijske cerkve svetega Nikolaja v IJsselsteinu. Cerkev svetega Nikolaja je bila posvečena leta 1310. Pod Gijsbrehtom je IJsselstein iz gradu z nekaj kmetijami prerasel v mesto.
Leta 1349 je škof Utrechta 5 tednov oblegal grad IJsselstein. IJsselstein je bil ponovno napaden leta 1356. Zunanji oklep so zavzeli in zažgali, nakar so jih pregnali. Leta 1364 je grad prevzela Arnoudova hči Guyotte, poročena je bila z Janezom I., gospodom Egmontskim.
Njen vnuk Janez II. Egmontski in IJsselsteinski je zaradi zvončkov na njegovem oklepu dobil vzdevek "Jan z zvončki".
Grad je bil porušen leta 1418 z odobritvijo Jakobe Bavarske , a je bil leta 1427 ponovno zgrajen.
Po letu 1511 je grad izgubil svojo funkcijo in je bil po stalnem propadanju od leta 1700 leta 1887 porušen. Na Kasteellaanu je ohranjen glavni stolp (Looierstoren). Zgradba je v lasti Nacionalne organizacije za spomenike .
Grad IJsselstein igra vodilno vlogo v knjigi za otroke »Fulco de minstreel« iz 19. stoletja .

## Galerija
- Gravura iz leta 1855.
- Zunanji pogled na kompleks okoli leta 1880.
- Pročelje gradu okoli leta 1887.
- Pregled ostankov stolpa v razmerju z drugimi manjkajočimi zgradbami, konec 19. stoletja}.

- Pogled na stolp, južna fasada.
- Zahodna fasada stolpa.
- Vzhodna fasada stolpa (leta 1935).
- Prerez stolpa, ostanki celote.

- Načrt celote 1887, pritličje.
- Načrt celote 1887, nadstropje.
- Načrt celote 1887, drugo nadstropje.